# Industria elettronica in Giappone

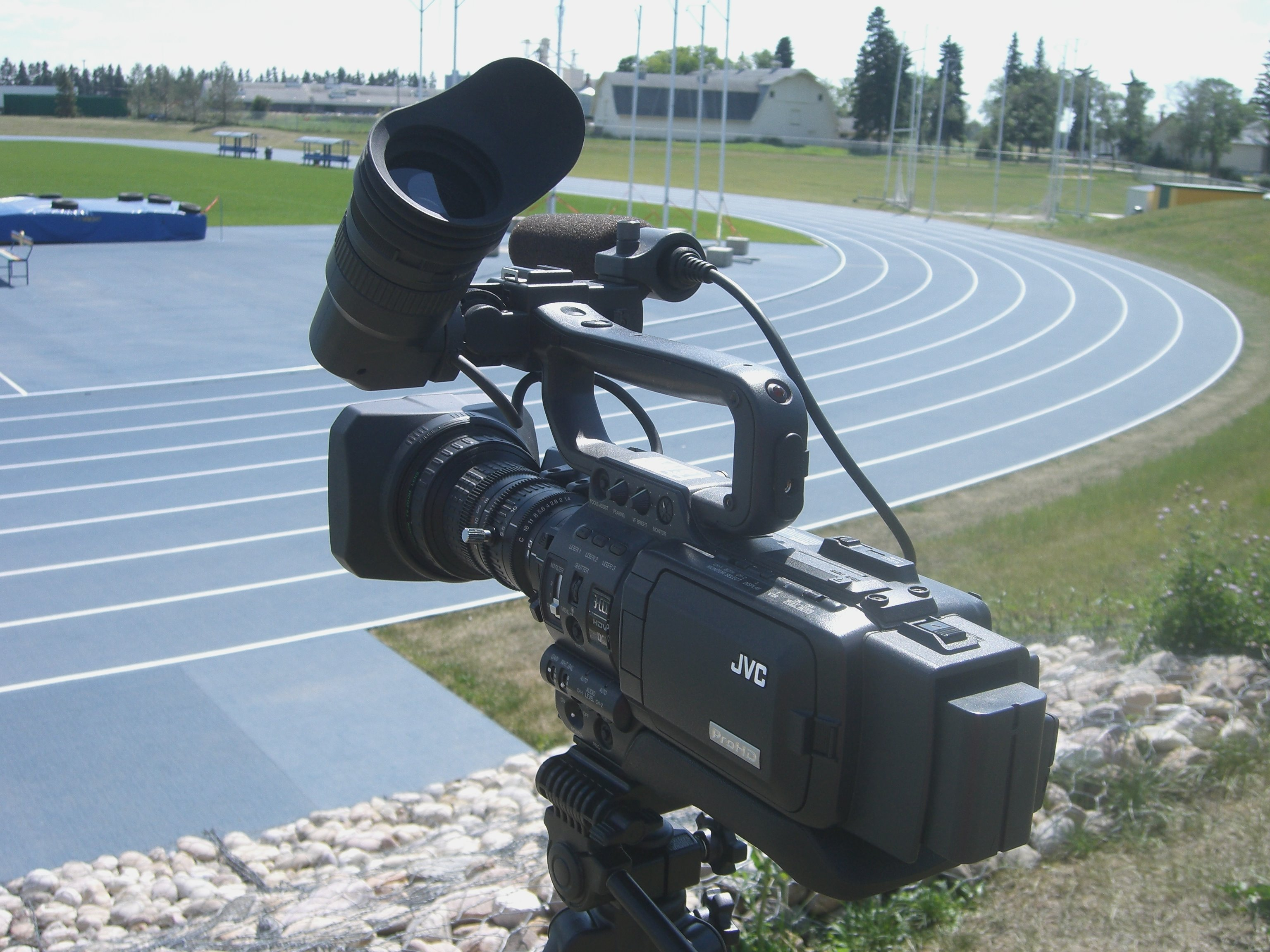
Una videocamera professionale della JVC

L'industria elettronica in Giappone è la più grande industria elettronica, in particolare di elettronica di consumo, del mondo benché la quota di mercato di queste aziende giapponesi sia gradualmente diminuita a causa della concorrenza della Corea del Sud e di Taiwan. Il Giappone ha ancora numerose aziende che producono radio, televisori, videoregistratori, lettori audio e video, fotocamere e videocamere, console per videogiochi ecc.
Negli anni le aziende giapponesi hanno portato numerose e importanti innovazioni nel mercato elettronico, tra cui l'aver sperimentato per prime la radio a transistor e il Walkman (Sony), i primi portatili prodotti in massa (Toshiba), il registratore VHS (JVC) e gli schermi a LCD (Sharp).
Tra le principali aziende di elettronica giapponesi vi sono Canon, Casio, Citizen, Fujifilm, Fujitsu, Hitachi, JVC Kenwood, Konica Minolta, Kyocera, Mitsubishi Electric, NEC, Nikon, Nintendo, Olympus, Panasonic, Pioneer, Ricoh, Seiko Group, Sharp Corporation, Sony, TDK, Toshiba e Yamaha.

## Storia

### Le origini

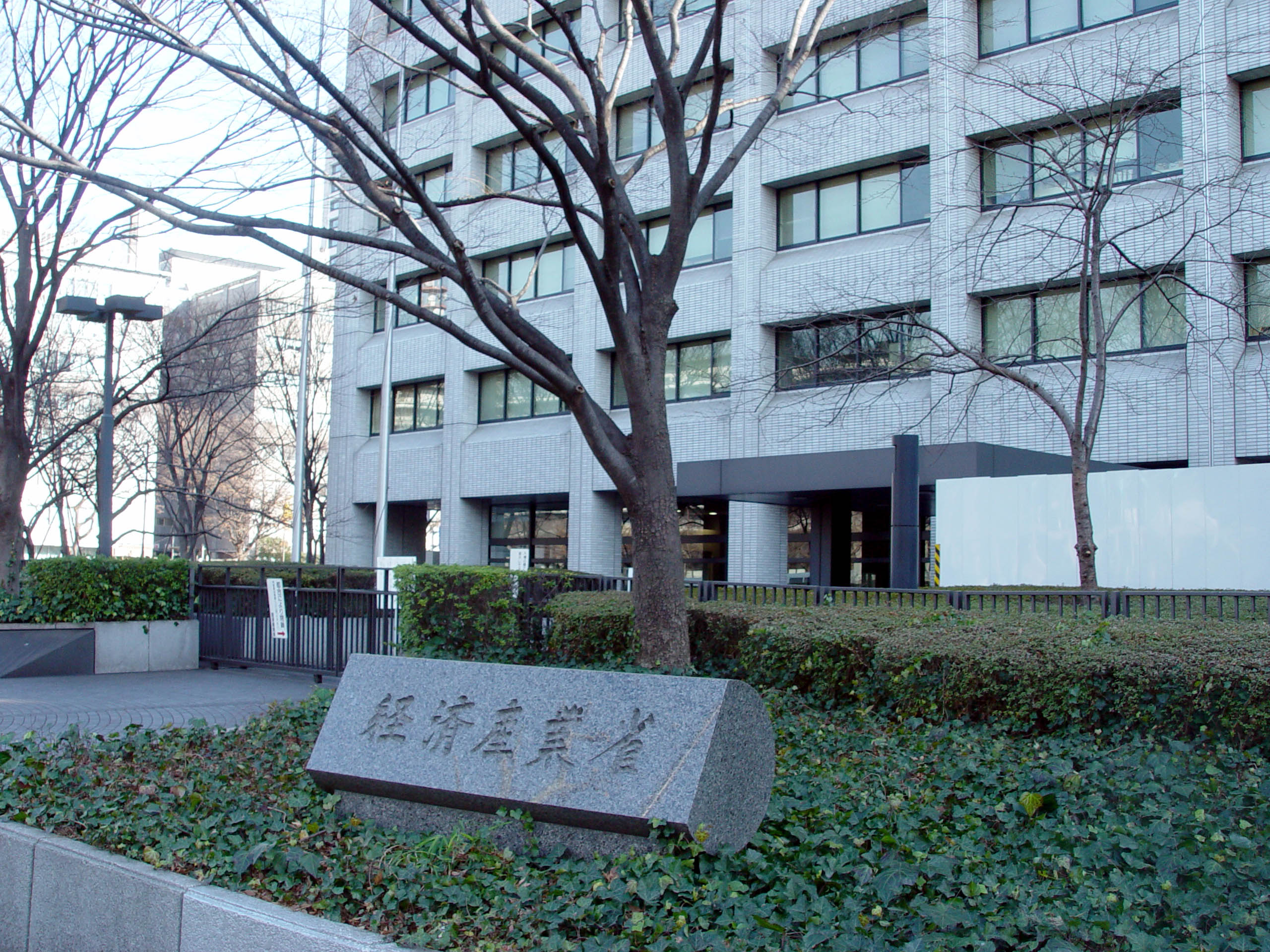
La sede del METI (ex MITI) a Tokyo

Diversamente da quanto avvenuto negli Stati Uniti e in Europa, la ricerca e l'industria elettronica giapponesi fin dal loro inizio si sono basate su uno stretto rapporto tra apparati dello Stato, grandi complessi industriali e sistema scolastico. Dopo la fine della Seconda guerra mondiale il governo giapponese, attraverso il Ministero del commercio internazionale e dell'industria (Ministery of International Trade and Industry - MITI), sceglie con decisione l'elettronica e l'informatica come industrie portanti (il trattato di pace impedisce al Giappone lo sviluppo di tecnologie a uso militare). A differenza di quanto avviene negli Stati Uniti, in Giappone le applicazioni dell'elettronica saranno orientate verso usi industriali e per il grande pubblico.
Questo percorso inizia nel 1952, quando al MITI viene affiancata l'impresa statale NTT (la Nippon Telegraph and Telephone, controllata dal Ministero delle poste e delle telecomunicazioni), il cui laboratorio produrrà nel 1953 il primo transistor giapponese. Un'altra tappa fondamentale si ha nel 1960, con lo storico accordo tra il MITI e l'IBM per produrre calcolatori. Nel 1961 il MITI favorisce un programma di produzione autonoma di calcolatori, coinvolgendo due banche e le sei principali industrie elettroniche (Fujitsu, Hitachi, NEC, Toshiba, Mitsubishi e Oki). Dagli anni sessanta in poi sono realizzati vari programmi di ricerca e sviluppo, fino ad arrivare ai primi anni 1990 con gli studi sui calcolatori della quinta generazione legati a programmi di intelligenza artificiale.
La caratteristica fondamentale dello sviluppo della ricerca e dell'industria elettronica giapponese è la stretta sinergia tra settore pubblico e privato, con la costante collaborazione tra il MITI, la NTT, le principali imprese di elettronica e un ente specializzato creato nel 1970, la Information Technology Promotion Agency. Da questo approccio scaturiscono anche le principali differenze tra le imprese di elettronica giapponesi e quelle statunitensi. Anzitutto la maggior parte delle imprese giapponesi di elettronica appartiene a gruppi molto ampi (Mitsubishi, Matsushita, Hitachi, Toshiba), che operano in vari settori industriali e producono apparecchi e componenti elettronici sia per l'industria sia per il grande pubblico, il che favorisce sinergie ed economie di scala. Corrispondentemente, le aziende giapponesi sono molto più impegnate a sviluppare entrambi questi segmenti del mercato interno, favorendo l'uso e la diffusione della robotica industriale, di apparecchiature elettroniche negli ospedali, di personal computer nelle famiglie e nelle scuole. Questo fenomeno si riflette anche nella ricerca e sviluppo, che diventa il vero motore delle imprese, e nell'organizzazione del lavoro, che acquista elementi di maggiore flessibilità (ad esempio gli interscambi tra chi lavora nella produzione e chi lavora nei laboratori di ricerca sono molto più frequenti di quanto non avvenga nelle imprese statunitensi), accanto ai vincoli più tradizionali presenti nelle più grandi imprese giapponesi (come il sistema delle assunzioni a vita e le ore di lavoro molto più numerose che negli Stati Uniti e in Europa).
Negli anni, le imprese giapponesi hanno portato all'estero la loro produzione, mentre le attività di ricerca e sviluppo sono rimaste prevalentemente all'interno. Inizialmente, l'investimento diretto all'estero del Giappone nell'industria dell'elettronica di consumo è motivato dal protezionismo e dai costi del lavoro interni più elevati. Dopo tre anni di restrizioni volontarie alle esportazioni, verso il 1980 sette imprese giapponesi costruirono impianti negli Stati Uniti. Le imprese continuarono la produzione dei prodotti tecnologicamente più avanzati soprattutto in Giappone, ma anche negli Stati Uniti, mentre spostavano la produzione di prodotti meno avanzati nei paesi in via di sviluppo dell'Asia sud-orientale (ad es. in Vietnam).

### XXI secolo

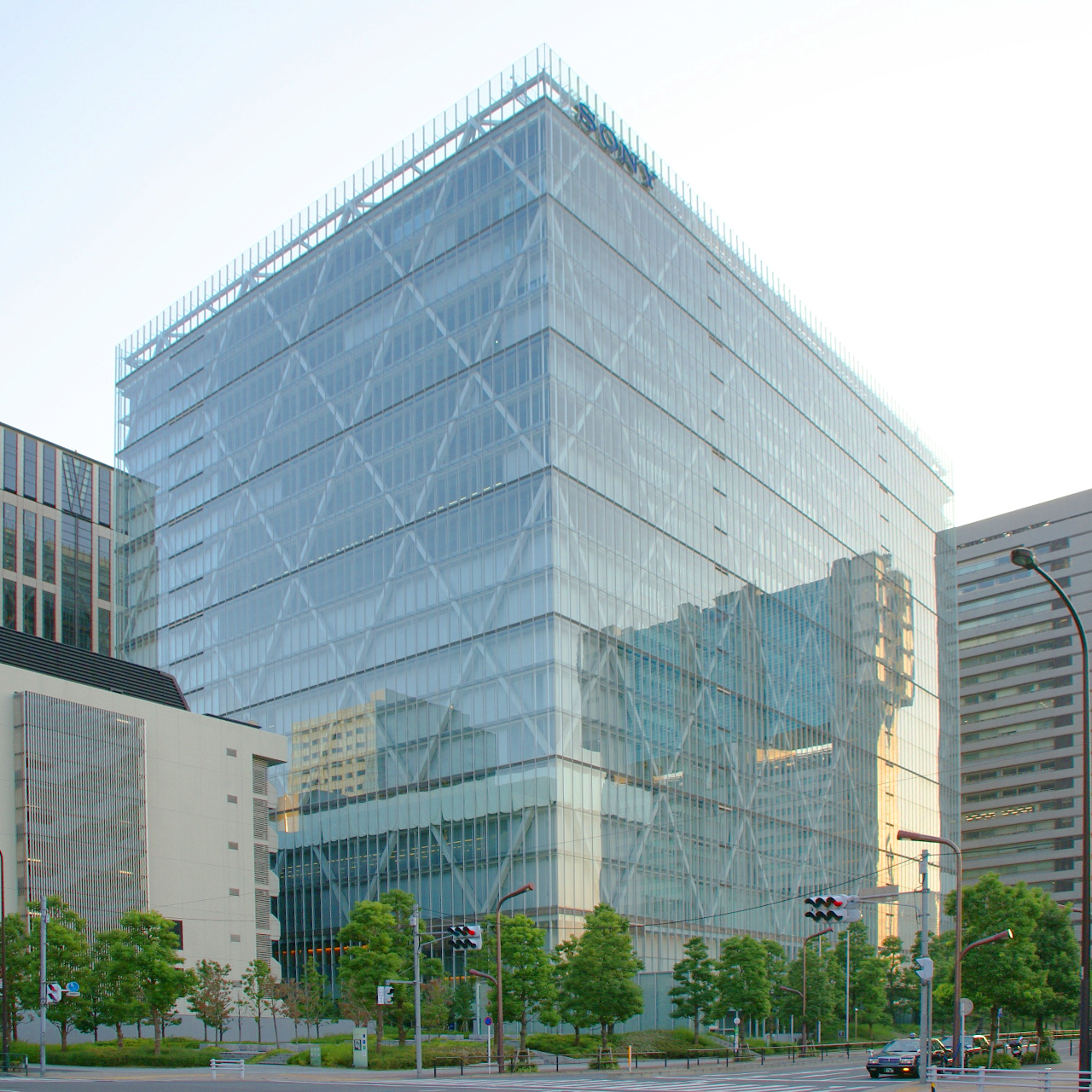
L'attuale sede della Sony Corporation a Tokyo

L'industria elettronica giapponese, pur mantenendosi ai primi posti nel mondo, negli ultimi anni ha subito sempre di più la concorrenza dei rivali coreani e cinesi, perdendo significative quote di mercato. Da oltre vent'anni il Giappone assiste a un declino nelle sue vendite sui mercati internazionali. La quota di beni elettronici di consumo durevoli nelle esportazioni nazionali si è ridotta in valore dal 30% nel 1986 al 16% nel 2013.
Questo processo si è accentuato a partire dall'inizio del XXI secolo, quando molte delle più grandi imprese di elettronica giapponesi hanno registrato problemi finanziari e perso quote di mercato, in particolare a vantaggio di imprese sudcoreane e taiwanesi. Le aziende le loro posizioni dominanti in categorie quali i lettori multimediali portatili, le TV, i computer e i semiconduttori. Colpite duramente dalla crisi economica del 2008, Sony, Hitachi, Panasonic, Fujitsu, Sharp, NEC e Toshiba riportarono perdite ammontanti a 17 miliardi di dollari. Verso il 2009, l'utile operativo della Samsung Electronics era oltre il doppio dell'utile operativo combinato di nove delle più grandi imprese giapponesi di elettronica di consumo. Il relativo declino è stato ascritto a fattori quali gli alti costi, il valore dello yen e le troppe imprese giapponesi che producono la stessa classe di prodotti, causando una duplicazione negli sforzi di ricerca e riducendo le economie di scala e il potere di fissare i prezzi. Il sistema scolastico giapponese è stato evidenziato come un possibile fattore concomitante. In questo sistema, infatti, si dà grande importanza all'uso dei dispositivi informatici, "sia pure a prezzo di una riduzione drastica dei contenuti di materie storiche, sociologiche, filosofiche, ecc., e con un sistematico scoraggiamento della creatività individuale". Questo "modello educativo tecnocratico" comincia ora a essere contestato anche da parte degli ambienti industriali.
Una risposta alle sfide è stata una crescita delle fusioni e acquisizioni aziendali. La JVC e la Kenwood si fusero nel 2008 (formando la JVC Kenwood Holdings), e così pure nel 2010 la Renesas Technology e la NEC Electronics - il braccio dei semiconduttori della NEC - che formarono Renesas Electronics. Con una mossa simile, nel 2009 la Panasonic acquistò una maggioranza di azioni con diritto di voto della Sanyo, rendendo quest'ultima parte del Gruppo Panasonic. Anche alcuni degli attori più grandi sono ricorsi alla fusione di alcune delle loro operazioni, come Hitachi e NEC, e Fujitsu e Toshiba, hanno fatto con le loro attività di telefonia mobile. Il 15 novembre 2011, di fronte alla dura competizione della Samsung e della LG, la Sony, la Toshiba e la Hitachi firmarono un accordo per fondere le loro attività negli LCD, creando una nuova società chiamata Japan Display nella primavera 2012.
Nel 2016, la maggior parte delle imprese giapponesi non godono più della stessa reputazione che avevano uno o due decenni fa. Attualmente, il mercato internazionale dell'elettronica di consumo è dominato dalle imprese elettroniche sudcoreane, cinesi e taiwanesi. Solo alcune imprese giapponesi hanno una quota di mercato significativa e sono ben conosciute a livello internazionale. Il futuro dell'industria elettronica giapponese è dibattuto.